# Drosophila mariettae
Drosophila mariettae este o specie de muște din genul Drosophila, familia Drosophilidae, descrisă de Vilela în anul 1983.
Este endemică în Honduras. Conform Catalogue of Life specia Drosophila mariettae nu are subspecii cunoscute.